# Casta Vaisya
Casta Vaisya (casta oamenilor liberi), proprietari, negustori și cei ce aveau profesiuni și ocupații cu caracter lucrativ. Puteau să se îmbogățească sau să ocupe unele funcții publice.